# Virginia Slims WTA Tour 1970
Il Virginia Slims WTA Tour 1970 o WTA Tour 1970 è stata l'edizione inaugurale del WTA Tour che comprendeva un solo torneo che si è svolto a Houston e dotato di un montepremi di 750 dollari.

## Gennaio
Nessun evento

## Febbraio
Nessun evento

## Marzo
Nessun evento

## Aprile
Nessun evento

## Maggio
Nessun evento

## Giugno
Nessun evento

## Luglio
Nessun evento

## Agosto
Nessun evento

## Settembre
| Settimana    | Torneo                                                    | Vincitrici                 | Finaliste   | Semifinaliste               | Eliminate ai quarti                                                  |
| ------------ | --------------------------------------------------------- | -------------------------- | ----------- | --------------------------- | -------------------------------------------------------------------- |
| 23 settembre | Virginia Slims of Houston 1970 Houston, USA 16S Singolare | Rosie Casals 5-7, 6-1, 7-5 | Judy Dalton | Kerry Melville Nancy Richey | Valerie Ziegenfuss Kristy Pigeon Billie Jean King Peaches Bartkowicz |

## Ottobre
Nessun evento

## Novembre
Nessun evento

## Dicembre
Nessun evento